# 荣杰阿扎

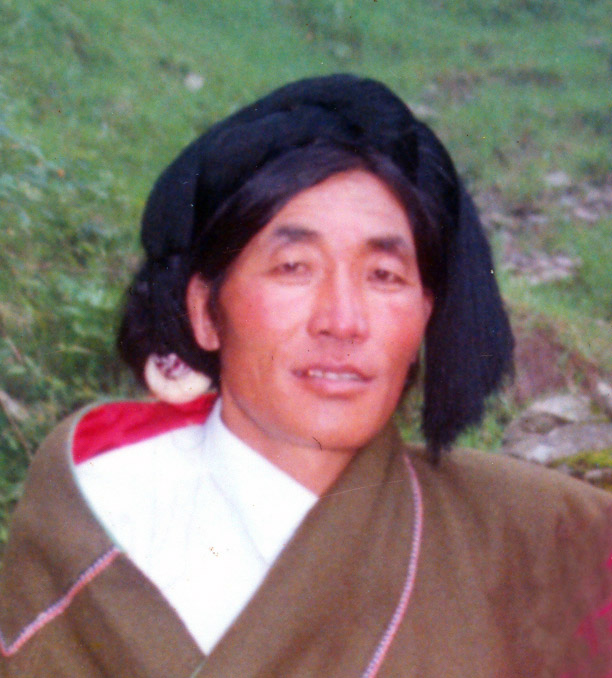
荣杰阿扎在理塘

荣杰阿扎（Runggye Adak，1950年代约1955年—），四川省甘孜藏族自治州理塘县人，藏族牧民。2007年8月1日，荣杰阿扎在甘孜州的赛马节上，公开发表言论，要求第十四世达赖喇嘛回来、释放更登确吉尼玛（第十四世达赖认定的“第十一世班禅”）和丹增德勒仁波切。随后他被逮捕。2007年11月20日，四川省甘孜藏族自治州中级人民法院以煽动颠覆国家政权罪判处荣杰阿扎有期徒刑8年。荣杰阿扎的侄子阿扎洛布(Adak Lopoe)被判处有期徒刑10年；蒋扬更钦(Jamyang Kunkhyen)，有期徒刑9年；罗托，有期徒刑3年。荣杰阿扎的儿子蒋扬洛桑(Jamyang Lobsang)逃离中国，目前居住于印度。